# یونا (بانا)

یونا شهری در شهرستان بانا در استان باله در بورکینافاسوی جنوبی است و جمعیت آن ۲۰۳۷ نفر است.